# Veřejný sektor

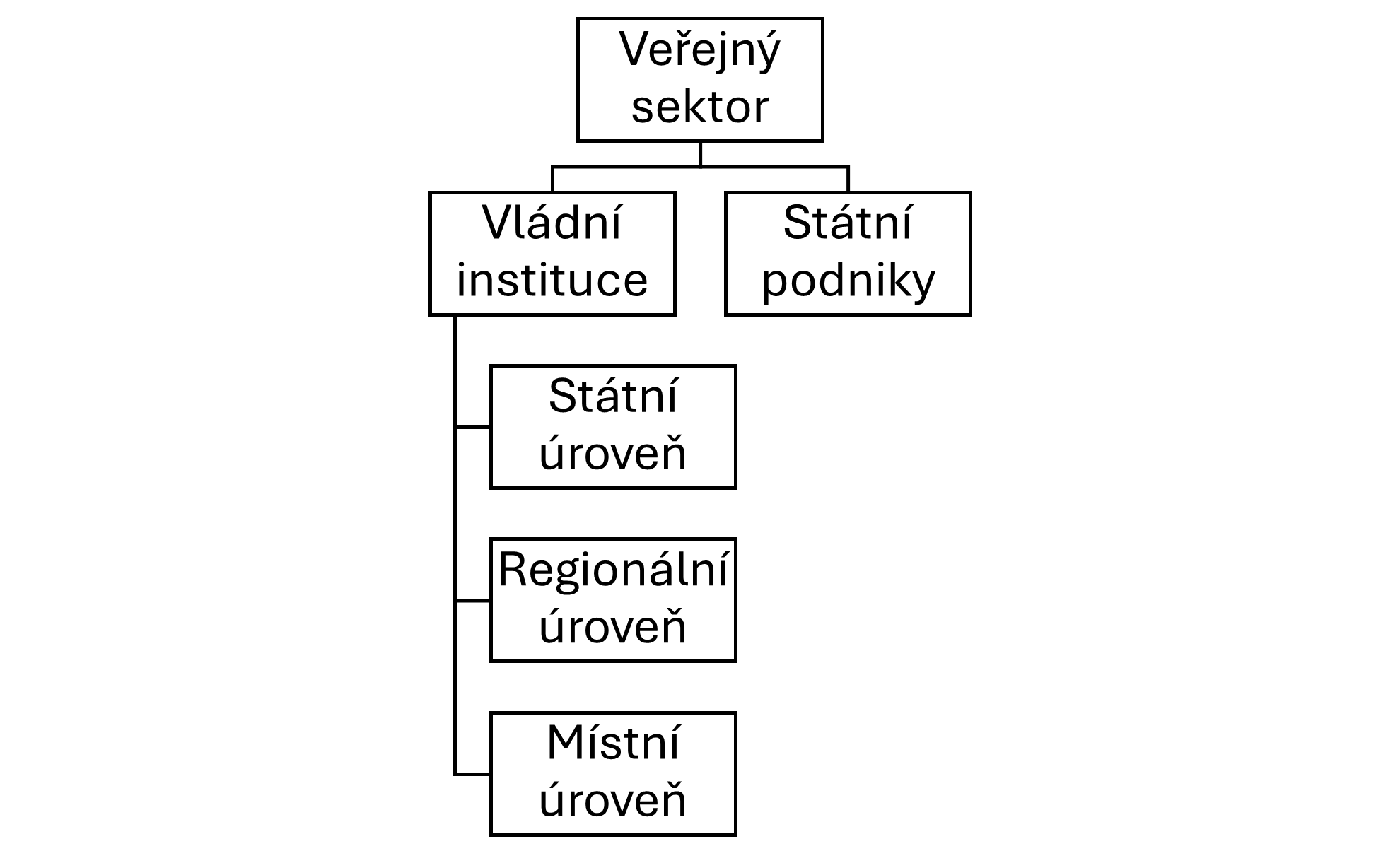
Struktura veřejného sektoru

Veřejný sektor je částí ekonomiky, kterou tvoří, kontroluje a udržuje stát. Jedná se o vládní agentury, ministerstva a vládní instituce, které poskytují veřejné služby občanům. Tyto služby mohou být obrana, vymáhání práv, veřejné vzdělání či veřejná doprava. Veřejný sektor zajišťuje fungování a prosperitu komunit, pomocí poskytování klíčových statků. K financování vzniku a provozu těchto statků slouží především daně, poplatky nebo transfery v rámci fiskální politiky. Na rozdíl od soukromého sektoru, není hlavním cílem organizací ve veřejném sektoru maximalizace zisku, ale poskytování statků zvyšující blahobyt společnosti.

## Úrovně veřejného sektoru
Veřejný sektor existuje na mnoha úrovních, které zajišťují jiný druh statku. Ve většině států je následující rozdělení
- Národní úroveň – zde jsou hlavním činitelem vládní instituce a národní agentury. Zajišťují např. obranu, infrastrukturu či národní politiky.
- Regionální úroveň – zajišťování statků a služeb v jednotlivých regionech. Příklady jsou zajišťování vzdělání, zdravotnictví.
- Místní úroveň – konkrétní místní správa obcí. Sběr odpadů, veřejné osvětlení.

Součástí veřejného sektoru jsou kromě vládních institucí, také státní společnosti. Jde o společnosti, které jsou založeny státem. Ten může vlastnit celou organizaci, případně být jejím částečným vlastníkem. V každé zemi existuje mnoho příkladů. V České republice lze za tyto podniky považovat například České dráhy, ČEZ nebo Českou televizi. V Německu se jedná např. o Deutsche Bahn, ve Spojeném království o BBC, na Slovensku Rozhlas a televize Slovenska.[zdroj?]

## Produktivita veřejného sektoru
Produktivita veřejného sektoru je důležitým faktorem pro celou ekonomiku země. Veřejný sektor je jedním z hlavních zaměstnavatelů, stejně tak veřejný sektor ovlivňuje ceny vstupů a sociální služby, které mohou určovat kvalitu pracovní síly. Také je financování z daňových příjmů státu, proto mají obyvatelé státu zájem na efektivním fungování veřejného sektoru.
Produktivita srovnává hodnotu vstupů s následnými výstupy. Měření produktivity ve veřejném sektoru je však složité, a to z několika důvodů. Nedochází v přímému tržnímu vyjednávání, nelze tak určit ekonomickou hodnotu veřejných statků. Mnoho statků a služeb vzniká z důvodu nekompletních trhů. Těžko měřitelné využívání statků a služeb. Politická rozhodnutí mohou ovlivňovat využívání statků. Kvalita veřejných statků a služeb se může časem měnit. Komplexnost statků a služeb, která vyžaduje mnoho vstupů od několika zdrojů. Časové rozpětí mezi investicí veřejného sektoru a časem, kdy začne produkce výstupů.
Produktivitu ve vybraných zemích zkoumala Mijič (2015), kde byl zpracován rozdíl mezi soukromým a veřejným sektorem. V rámci zkoumání bylo vybráno 5 zemí (Bulharsko, Maďarsko, Slovensko, Slovinsko a Srbsko). Největší rozdíl byl zaznamenán na Slovensku, kde soukromý sektor jednoznačně převýšil sektor veřejný. Naopak Slovinsko vykázalo vyšší produktivitu ve veřejném sektoru.